# قريقر
قريقر بلدية من بلديات دائرة بئر مقدم بولاية تبسة الجزائرية.

## أصل التسمية
سميت بقريقر نسبة لـلقديس الروماني «سان قريقوار».

## الموقع
- تحدها شمالا بلدية الضلعة(ولاية أم البواقي)
- غربا بلدية بجن وبلدية المزرعة
- وشرقا مسكيانة
- وجنوبا بلدية الشريعة

تبعد عن مقر الولاية بحوالي 70كلم وعن مقر الدائرة بئر مقدم حوالي 30كلم

## التضاريس
سهول - هضاب - جبال - غابات 
و توجد عدة مناطق مميزة ولها مناظر طبيعية خلابة مثل ' ارفراف - البزينة -اطوايل '

## النشاط الفلاحي المميز للسكان
الزراعة الموسمية - زراعة القمح + الشعير - التي تعتمد على التساقط الطبيعي للأمطار 
تربية المواشي : يشتغل السكان إلى جانب ممارسة الفلاحة بتربية المواشي - وأهم أنواع المواشي هي : الغنم الماعز، البقر